# Unión Huaral
O Unión Huaral é um time de futebol peruano da cidade de Huaral, localizada no departamento de Lima. Foi fundado em 20 de setembro de 1947. Desde 2014 joga a Segunda Divisão do campeonato peruano.
O Unión Huaral foi o primeiro clube de fora da Região Metropolitana de Lima a se sagrar campeão da Primeira Divisão em 1976, repetindo o feito em 1989. Também venceu a Segunda Divisão três vezes (1992, 1994 e 2002), sendo o clube com mais conquistas neste torneio. Porém, teve campanhas ruins na última década, que o levaram à fase distrital da Copa Peru.
O clube manda seus jogos no Estádio Julio Lores Colán, de propriedade municipal, localizado no distrito de Huaral, na cidade de mesmo nome, que tem capacidade para 5.962 pessoas. 
Seu rival tradicional e histórico é o Social Huando com quem protagoniza o "Clássico Huaralino", por ser a outra equipe da cidade.